# Aloha kirkaldyi
Aloha kirkaldyi är en insektsart som beskrevs av Frederick Arthur Godfrey Muir 1916. Aloha kirkaldyi ingår i släktet Aloha och familjen sporrstritar. Inga underarter finns listade i Catalogue of Life.